# Матяш Сіладі
Матяш Сіладі (угор. Szilágyi Mátyás) (1964) — угорський дипломат. Надзвичайний і Повноважний Посол Угорщини в Молдові (2012—2017). Генеральний консул Угорщини в Берегове (з 2017).

## Життєпис
Народився у 1964 році. З 1984 року навчався у Московський державний інститут міжнародних відносин. Володіє угорською, російською, румунською та французькою мовами.
З 1989 року — працював у Міністерстві закордонних справ Угорщини, у департаменті двосторонніх відносин з Румунією
У 1991—1997 рр. — співробітник Посольства Угорщини у Бухаресті.
У 2002—2006 рр. — співробітник Посольства Угорщини в Люксембурзі.
У 2008—2012 рр. — Генеральний консул Угорщини у Клужі (Румунія).
У 2012—2017 рр. — Надзвичайний і Повноважний Посол Угорщини в Молдові.
З 2017 року — консул Угорщини в місті Берегове (Україна).